# Plexippoides cornutus
Plexippoides cornutus is een spinnensoort in de taxonomische indeling van de springspinnen (Salticidae).
Het dier behoort tot het geslacht Plexippoides. De wetenschappelijke naam van de soort werd voor het eerst geldig gepubliceerd in 1993 door Xie & Peng.